# Aegon Championships 2012
Aegon Championships 2012 — тенісний турнір, що проходив на трав'яних кортах  у Лондоні, Велика Британія з 11 червня . Належав до категорії ATP World Tour 250, був турніром серії Queen's Club Championships 2012 року.

## Фінальна частина

### Одиночний розряд
Марин Чилич —  Давід Налбандян 6–7(3–7), 4–3 defaulted

### Парний розряд
Максим Мирний /  Деніел Нестор —  Боб Браян /  Майк Браян 6–3, 6–4